# Juris Bone
Juris Bone (ur. 10 maja 1969 w Saulkrasti) – łotewski dyplomata, ambasador Łotwy w Finlandii w latach 2009–2013, ambasador Łotwy w Estonii w latach 2013–2017.

## Życiorys
W latach 1987–1989 studiował na Ryskim Uniwersytecie Technicznym. Kontynuował studia z zakresu stosunków międzynarodowych na Uniwersytecie Łotewskim i w 1996 roku uzyskał tytuł magistra. Od 1995 roku pracuje w Ministerstwie Spraw Zagranicznych Łotwy.
W latach 1997–2000 zajmował stanowisko Drugiego Sekretarza w Ambasadzie Łotwy w Wielkiej Brytanii. W latach 2000–2004 ponownie pracował w aparacie Ministerstwa.
W latach 2004–2007 był zastępcą szefa misji łotewskiej w Estonii, a od 2007 do 2009 roku był szefem protokołu państwowego Ministerstwa Spraw Zagranicznych Łotwy. W 2009 roku został mianowany ambasadorem Republiki Łotewskiej w Finlandii, pełniąc tę funkcję do 2013 roku. W latach 2013–2017 był ambasadorem Republiki Łotewskiej w Estonii. Od tego czasu pełnił funkcję ambasadora do zadań specjalnych.

## Odznaczenia
- Order Krzyża Ziemi Maryjnej III Klasy (Estonia)[1]
- Order Krzyża Ziemi Maryjnej I Klasy (Estonia)[4]
- Order „Za zasługi” III klasy (Ukraina)[5]
- Order Pro Merito Melitensi[1]
- Order Białej Róży Finlandii[6]